# Savijärvi (sjö i Finland, Nyland)
Savijärvi är en sjö i Sibbo kommun i Finland.   Den ligger i landskapet Nyland, i den södra delen av landet, 30 km nordost om huvudstaden Helsingfors. Savijärvi ligger 54 meter över havet. Arean är 39,7 hektar och strandlinjen är 2,93 kilometer lång. Sjön  ingår i Finska vikens kustområde.   I omgivningarna runt Savijärvi växer i huvudsak blandskog.